# Campionati europei di sollevamento pesi 2008
I Campionati europei di sollevamento pesi 2008, 89ª edizione maschile e 21ª femminile della manifestazione, si sono svolti dal 14 al 20 aprile a Lignano Sabbiadoro, in Italia, al Palazzetto dello Sport. Sono stati validi come torneo di qualificazione per i Giochi della XXIX Olimpiade di Pechino del 2008.
In base alle variazioni avvenute nel corso del suo svolgimento, l'edizione è conteggiata come:
- la 67ª effettivamente organizzata;
- la 87ª secondo la numerazione della EWF;
- la 89ª secondo la numerazione della IWF.

## Squalifiche
Le competizioni furono caratterizzate da quattro squalifiche:
- Igor Bour nei pesi gallo maschili, che vinse la gara;
- Vladimir Popov nei pesi piuma maschili, che giunse terzo (in seguito squalificato per quattro anni);
- Artak Mkrtchyan nei pesi supermassimi maschili, che giunse tredicesimo;
- Olivera Juric nei pesi massimi femminili, che giunse quarta.

## Titoli in palio
Sono stati assegnati 15 titoli nel totale dell'esercizio (45 considerando anche le due specialità, lo strappo e lo slancio) in 8 categorie maschili e 7 femminili, sotto elencate.
Categorie maschili
| Categoria            | Eventi         | Atleti | Gruppi |
| -------------------- | -------------- | ------ | ------ |
| Pesi gallo           | Fino a 56 kg   | 15     | 2      |
| Pesi piuma           | Fino a 62 kg   | 15     | 2      |
| Pesi leggeri         | Fino a 69 kg   | 26     | 3      |
| Pesi medi            | Fino a 77 kg   | 22     | 2      |
| Pesi massimi leggeri | Fino a 85 kg   | 24     | 3      |
| Pesi mediomassimi    | Fino a 94 kg   | 21     | 2      |
| Pesi massimi         | Fino a 105 kg  | 22     | 2      |
| Pesi supermassimi    | Oltre i 105 kg | 18     | 2      |

Categorie femminili
| Categoria            | Eventi        | Atlete | Gruppi |
| -------------------- | ------------- | ------ | ------ |
| Pesi gallo           | Fino a 48 kg  | 14     | 2      |
| Pesi piuma           | Fino a 53 kg  | 16     | 2      |
| Pesi leggeri         | Fino a 58 kg  | 18     | 2      |
| Pesi medi            | Fino a 63 kg  | 20     | 2      |
| Pesi massimi leggeri | Fino a 69 kg  | 17     | 2      |
| Pesi massimi         | Fino a 75 kg  | 12     | 2      |
| Pesi supermassimi    | Oltre i 75 kg | 11     | 2      |

## Calendario eventi
Di seguito il calendario dei titoli da assegnare nelle sette giornate di gare.
| Giorno→ Categoria ↓ | Lu 14 | Ma 15 | Me 16 | Gi 17 | Ve 18 | Sa 19 | Do 20 |
| ------------------- | ----- | ----- | ----- | ----- | ----- | ----- | ----- |
| 56 kg               |       | ●     |       |       |       |       |       |
| 62 kg               |       |       | ●     |       |       |       |       |
| 69 kg               |       |       |       | ●     |       |       |       |
| 77 kg               |       |       |       |       | ●     |       |       |
| 85 kg               |       |       |       |       |       | ●     |       |
| 94 kg               |       |       |       |       |       | ●     |       |
| 105 kg              |       |       |       |       |       |       | ●     |
| +105 kg             |       |       |       |       |       |       | ●     |

| Giorno→ Categoria ↓ | Lu 14 | Ma 15 | Me 16 | Gi 17 | Ve 18 | Sa 19 | Do 20 |
| ------------------- | ----- | ----- | ----- | ----- | ----- | ----- | ----- |
| 48 kg               | ●     |       |       |       |       |       |       |
| 53 kg               |       | ●     |       |       |       |       |       |
| 58 kg               |       |       | ●     |       |       |       |       |
| 63 kg               |       |       |       | ●     |       |       |       |
| 69 kg               |       |       |       | ●     |       |       |       |
| 75 kg               |       |       |       |       | ●     |       |       |
| +75 kg              |       |       |       |       |       | ●     |       |

## Nazioni partecipanti
Le nazioni che hanno partecipato ai campionati furono 40 per un totale di 271 partecipanti (163 atleti e 108 atlete). Tra parentesi i partecipanti per nazione.
- Albania  (15)
- Armenia  (15)
- Austria  (4)
- Azerbaigian  (8)
- Belgio  (1)
- Bielorussia  (3)
- Bosnia ed Erzegovina  (2)
- Bulgaria  (15)
- Cipro  (2)
- Croazia  (1)
- Danimarca  (1)
- Estonia  (2)
- Finlandia  (8)
- Francia  (15)
- Georgia  (1)
- Germania  (11)
- Irlanda  (1)
- Israele  (2)
- Italia  (15)
- Lettonia  (5)
- Lituania  (8)
- Moldavia  (7)
- Monaco  (1)
- Norvegia  (3)
- Paesi Bassi  (1)
- Polonia  (15)
- Regno Unito  (5)
- Rep. Ceca  (9)
- Romania  (7)
- Russia  (15)
- San Marino  (1)
- Serbia  (2)
- Slovacchia  (9)
- Slovenia  (2)
- Spagna  (15)
- Svezia  (2)
- Svizzera  (1)
- Turchia  (15)
- Ucraina  (12)
- Ungheria  (15)

## Risultati

### Categorie maschili
| Evento             | Oro                       | Oro    | Argento                   | Argento | Bronzo              | Bronzo |
| ------------------ | ------------------------- | ------ | ------------------------- | ------- | ------------------- | ------ |
| 56 kg (Dettagli)   |                           |        |                           |         |                     |        |
| Strappo            | Halil Mutlu               | 120 kg | Tom Goegebuer             | 111 kg  | Igor Grabucea       | 110 kg |
| Slancio            | Halil Mutlu               | 149 kg | Vito Dellino              | 135 kg  | Vladimır Urumov     | 133 kg |
| Totale             | Halil Mutlu               | 269 kg | Tom Goegebuer             | 244 kg  | Vladimır Urumov     | 239 kg |
| 62 kg (Dettagli)   |                           |        |                           |         |                     |        |
| Strappo            | Erol Bilgin               | 135 kg | Sergej Petrosjan          | 135 kg  | Sardar Hasanov      | 125 kg |
| Slancio            | Sergej Petrosjan          | 167 kg | Erol Bilgin               | 160 kg  | Zülfüqar Süleymanov | 158 kg |
| Totale             | Sergej Petrosjan          | 302 kg | Erol Bilgin               | 295 kg  | Stefan Georgiev     | 278 kg |
| 69 kg (Dettagli)   |                           |        |                           |         |                     |        |
| Strappo            | Tigran Gevorg Martirosyan | 158 kg | Demir Demirev             | 146 kg  | Turan Mirzəyev      | 146 kg |
| Slancio            | Vencelas Dabaya           | 188 kg | Tigran Gevorg Martirosyan | 188 kg  | Mehmed Fikretov     | 175 kg |
| Totale             | Tigran Gevorg Martirosyan | 346 kg | Vencelas Dabaya           | 333 kg  | Mehmed Fikretov     | 315 kg |
| 77 kg (Dettagli)   |                           |        |                           |         |                     |        |
| Strappo            | Ara Khachatryan           | 165 kg | Oleg Perepečënov          | 164 kg  | Aleksej Jufkin      | 155 kg |
| Slancio            | Aleksej Jufkin            | 200 kg | Oleg Perepečënov          | 198 kg  | Ara Khachatryan     | 196 kg |
| Totale             | Oleg Perepečënov          | 362 kg | Ara Khachatryan           | 361 kg  | Aleksej Jufkin      | 355 kg |
| 85 kg (Dettagli)   |                           |        |                           |         |                     |        |
| Strappo            | Tigran Vardan Martirosyan | 172 kg | Vasilij Polovnikov        | 168 kg  | İzzet İnce          | 167 kg |
| Slancio            | Tigran Vardan Martirosyan | 205 kg | Vasilij Polovnikov        | 205 kg  | Benjamin Hennequin  | 200 kg |
| Totale             | Tigran Vardan Martirosyan | 377 kg | Vasilij Polovnikov        | 373 kg  | Georgi Markov       | 362 kg |
| 94 kg (Dettagli)   |                           |        |                           |         |                     |        |
| Strappo            | Szymon Kołecki            | 177 kg | Edgar Gevorgyan           | 176 kg  | Muchamat Sozaev     | 174 kg |
| Slancio            | Szymon Kołecki            | 220 kg | Andrej Demanov            | 213 kg  | Kostjantyn Pilijev  | 212 kg |
| Totale             | Szymon Kołecki            | 397 kg | Andrej Demanov            | 385 kg  | Muchamat Sozaev     | 384 kg |
| 105 kg (Dettagli)  |                           |        |                           |         |                     |        |
| Strappo            | Dmitrij Berestov          | 190 kg | Ramūnas Vyšniauskas       | 185 kg  | Martin Tešovič      | 180 kg |
| Slancio            | Ramūnas Vyšniauskas       | 220 kg | Oleksij Torochtij         | 220 kg  | Dmitrij Berestov    | 220 kg |
| Totale             | Dmitrij Berestov          | 410 kg | Ramūnas Vyšniauskas       | 405 kg  | Robert Dołęga       | 395 kg |
| +105 kg (Dettagli) |                           |        |                           |         |                     |        |
| Strappo            | Matthias Steiner          | 200 kg | Ihor Šymečko              | 196 kg  | Evgenij Čigišev     | 195 kg |
| Slancio            | Viktors Ščerbatihs        | 252 kg | Evgenij Čigišev           | 247 kg  | Matthias Steiner    | 246 kg |
| Totale             | Viktors Ščerbatihs        | 447 kg | Matthias Steiner          | 446 kg  | Evgenij Čigišev     | 442 kg |

### Categorie femminili
| Evento            | Oro                   | Oro    | Argento              | Argento | Bronzo                | Bronzo |
| ----------------- | --------------------- | ------ | -------------------- | ------- | --------------------- | ------ |
| 48 kg (Dettagli)  |                       |        |                      |         |                       |        |
| Strappo           | Genny Pagliaro        | 88 kg  | Nurcan Taylan        | 87 kg   | Sibel Özkan           | 86 kg  |
| Slancio           | Sibel Özkan           | 110 kg | Nurcan Taylan        | 109 kg  | Genny Pagliaro        | 106 kg |
| Totale            | Nurcan Taylan         | 196 kg | Sibel Özkan          | 196 kg  | Genny Pagliaro        | 194 kg |
| 53 kg (Dettagli)  |                       |        |                      |         |                       |        |
| Strappo           | Natalija Trocenko     | 88 kg  | María de la Puente   | 86 kg   | Mărioara Munteanu     | 86 kg  |
| Slancio           | Natalija Trocenko     | 109 kg | Julia Rohde          | 105 kg  | María de la Puente    | 104 kg |
| Totale            | Natalija Trocenko     | 197 kg | María de la Puente   | 190 kg  | Julia Rohde           | 188 kg |
| 58 kg (Dettagli)  |                       |        |                      |         |                       |        |
| Strappo           | Romela Begaj          | 101 kg | Marieta Gotfryd      | 94 kg   | Aleksandra Klejnowska | 91 kg  |
| Slancio           | Aleksandra Klejnowska | 121 kg | Roxana Cocoș         | 120 kg  | Romela Begaj          | 111 kg |
| Totale            | Aleksandra Klejnowska | 212 kg | Romela Begaj         | 212 kg  | Roxana Cocoș          | 209 kg |
| 63 kg (Dettagli)  |                       |        |                      |         |                       |        |
| Strappo           | Meline Daluzyan       | 107 kg | Sibel Şimşek         | 105 kg  | Ruth Kasirye          | 101 kg |
| Slancio           | Meline Daluzyan       | 128 kg | Milka Maneva         | 123 kg  | Sibel Şimşek          | 121 kg |
| Totale            | Meline Daluzyan       | 235 kg | Sibel Şimşek         | 226 kg  | Milka Maneva          | 223 kg |
| 69 kg (Dettagli)  |                       |        |                      |         |                       |        |
| Strappo           | Nazik Avdalyan        | 106 kg | Tat'jana Matveeva    | 103 kg  | Julija Artemova       | 101 kg |
| Slancio           | Nazik Avdalyan        | 136 kg | Tat'jana Matveeva    | 136 kg  | Slavejka Ružinska     | 124 kg |
| Totale            | Nazik Avdalyan        | 242 kg | Tat'jana Matveeva    | 239 kg  | Slavejka Ružinska     | 219 kg |
| 75 kg (Dettagli)  |                       |        |                      |         |                       |        |
| Strappo           | Natal'ja Zabolotnaja  | 123 kg | Lidia Valentín       | 115 kg  | Tetyana Zhukova       | 98 kg  |
| Slancio           | Hripsime Khurshudyan  | 141 kg | Natal'ja Zabolotnaja | 141 kg  | Lidia Valentín        | 130 kg |
| Totale            | Natal'ja Zabolotnaja  | 264 kg | Lidia Valentín       | 245 kg  | Yvonne Kranz          | 220 kg |
| +75 kg (Dettagli) |                       |        |                      |         |                       |        |
| Strappo           | Ol'ha Korobka         | 127 kg | Julija Dovhal'       | 118 kg  | Magdalena Ufnal       | 110 kg |
| Slancio           | Ol'ha Korobka         | 150 kg | Julija Dovhal'       | 140 kg  | Kathleen Schöppe      | 129 kg |
| Totale            | Ol'ha Korobka         | 277 kg | Julija Dovhal'       | 258 kg  | Magdalena Ufnal       | 237 kg |

## Medagliere

### Grandi (totale)
Riferito al totale dell'esercizio.
| Posiz.              | Nazione             | Oro | Argento | Bronzo | Totale |
| ------------------- | ------------------- | --- | ------- | ------ | ------ |
| 1                   | Russia              | 4   | 3       | 3      | 10     |
| 2                   | Armenia             | 4   | 1       | 0      | 5      |
| 3                   | Turchia             | 2   | 3       | 0      | 5      |
| 4                   | Ucraina             | 2   | 1       | 0      | 3      |
| 5                   | Polonia             | 2   | 0       | 2      | 4      |
| 6                   | Lettonia            | 1   | 0       | 0      | 1      |
| 7                   | Spagna              | 0   | 2       | 0      | 2      |
| 8                   | Germania            | 0   | 1       | 2      | 3      |
| 9                   | Albania             | 0   | 1       | 0      | 1      |
| 9                   | Belgio              | 0   | 1       | 0      | 1      |
| 9                   | Francia             | 0   | 1       | 0      | 1      |
| 9                   | Lituania            | 0   | 1       | 0      | 1      |
| 13                  | Bulgaria            | 0   | 0       | 6      | 6      |
| 14                  | Italia              | 0   | 0       | 1      | 1      |
| 14                  | Romania             | 0   | 0       | 1      | 1      |
| Totale (15 nazioni) | Totale (15 nazioni) | 15  | 15      | 15     | 45     |

### Grandi (totale) e Piccole (Strappo e Slancio)
Riferito al totale dell'esercizio e delle due specialità.
| Posiz.              | Nazione             | Oro | Argento | Bronzo | Totale |
| ------------------- | ------------------- | --- | ------- | ------ | ------ |
| 1                   | Armenia             | 13  | 3       | 1      | 17     |
| 2                   | Russia              | 8   | 13      | 7      | 28     |
| 3                   | Turchia             | 6   | 7       | 3      | 16     |
| 4                   | Ucraina             | 6   | 5       | 3      | 14     |
| 5                   | Polonia             | 5   | 1       | 4      | 10     |
| 6                   | Lettonia            | 2   | 0       | 0      | 2      |
| 7                   | Germania            | 1   | 2       | 4      | 7      |
| 8                   | Lituania            | 1   | 2       | 0      | 3      |
| 9                   | Italia              | 1   | 1       | 2      | 4      |
| 10                  | Albania             | 1   | 1       | 1      | 3      |
| 10                  | Francia             | 1   | 1       | 1      | 3      |
| 12                  | Spagna              | 0   | 4       | 2      | 6      |
| 13                  | Bulgaria            | 0   | 2       | 9      | 11     |
| 14                  | Belgio              | 0   | 2       | 0      | 2      |
| 15                  | Romania             | 0   | 1       | 2      | 3      |
| 16                  | Azerbaigian         | 0   | 0       | 3      | 3      |
| 17                  | Moldavia            | 0   | 0       | 1      | 1      |
| 17                  | Norvegia            | 0   | 0       | 1      | 1      |
| 17                  | Slovacchia          | 0   | 0       | 1      | 1      |
| Totale (19 nazioni) | Totale (19 nazioni) | 45  | 45      | 45     | 135    |

## Classifica a squadre

### Sistema di punteggio
Il sistema di punteggio è indicato dalla sommatoria dell'esercizio totale e delle due specialità in base allo schema adottato nel 1996:

### Categorie maschili
| Pos. | Squadra     | Punti |
| ---- | ----------- | ----- |
| 1    | Russia      | 598   |
| 2    | Francia     | 457   |
| 3    | Azerbaigian | 427   |
| 4    | Polonia     | 402   |
| 5    | Armenia     | 371   |
| 6    | Albania     | 362   |
| 7    | Bulgaria    | 354   |
| 8    | Slovacchia  | 347   |
| 9    | Lituania    | 323   |
| 10   | Ungheria    | 318   |
| 11   | Spagna      | 309   |
| 12   | Turchia     | 291   |
| 13   | Ucraina     | 287   |
| 14   | Rep. Ceca   | 287   |
| 15   | Italia      | 285   |
| 16   | Germania    | 207   |
| 17   | Lettonia    | 196   |
| 18   | Romania     | 153   |
| 19   | Bielorussia | 150   |
| 20   | Finlandia   | 114   |
| 21   | Cipro       | 85    |
| 22   | Belgio      | 72    |
| 23   | Moldavia    | 62    |
| 24   | Austria     | 57    |
| 25   | Georgia     | 47    |
| 26   | Serbia      | 39    |
| 27   | Norvegia    | 36    |
| 28   | Slovenia    | 34    |
| 29   | Regno Unito | 33    |
| 30   | San Marino  | 32    |
| 31   | Svizzera    | 25    |
| 32   | Monaco      | 22    |
| 33   | Israele     | 17    |
| 34   | Irlanda     | 7     |
| —    | Croazia     | 0     |
| —    | Estonia     | 0     |

### Categorie femminili
| Pos. | Squadra              | Punti |
| ---- | -------------------- | ----- |
| 1    | Ucraina              | 471   |
| 2    | Russia               | 454   |
| 3    | Turchia              | 449   |
| 4    | Armenia              | 404   |
| 5    | Germania             | 400   |
| 6    | Francia              | 391   |
| 7    | Bulgaria             | 356   |
| 8    | Polonia              | 355   |
| 9    | Italia               | 354   |
| 10   | Spagna               | 323   |
| 11   | Ungheria             | 316   |
| 12   | Albania              | 264   |
| 13   | Romania              | 184   |
| 14   | Finlandia            | 123   |
| 15   | Norvegia             | 117   |
| 16   | Regno Unito          | 111   |
| 17   | Moldavia             | 60    |
| 18   | Slovacchia           | 54    |
| 19   | Rep. Ceca            | 52    |
| 20   | Paesi Bassi          | 50    |
| 21   | Austria              | 43    |
| 22   | Svezia               | 36    |
| 23   | Danimarca            | 33    |
| 24   | Israele              | 31    |
| 25   | Serbia               | 24    |
| 26   | Lettonia             | 22    |
| 27   | Bosnia ed Erzegovina | 0     |